# Julio Venini
Julio Luis Venini (La Plata, 29 luglio 1929 – Mar del Plata, 21 febbraio 2005) è stato un calciatore argentino, di ruolo centrocampista.

## Caratteristiche tecniche
Giocava come difensore, ma era in grado di ricoprire anche il ruolo di centrocampista, in cui si affermò al River Plate; era un centromediano.

## Carriera

### Club
Venini iniziò la propria carriera nel calcio professionistico nel 1948, nell'Estudiantes di La Plata; vi rimase per tre stagioni, assommando 28 presenze e 1 gol. Nel 1951 si trasferì al River Plate, dove divenne la prima scelta nel ruolo di centromediano: con Yácono e Ferrari compose il terzetto di centrocampo. Presenziò nell'incontro decisivo del campionato 1952, giocando da titolare. L'anno seguente accadde lo stesso, con Venini affiancato da Roberto Tesouro e Pascasio Sola. Nel 1955 cambiò ruolo, passando da centrocampista a difensore, divenendo centrale sinistro; in tale posizione prese parte al decisivo Superclásico dell'8 dicembre 1955, giocando accanto a Federico Vairo in terza linea. Venini lasciò il club nel 1955, e nel 1960-1961 fu nella rosa del Cemento Armado, ove giocò come centromediano titolare.

## Palmarès

### Club

#### Competizioni nazionali
- Campionato argentino: 4

River Plate: 1952, 1953, 1955